# Alpsee
Alpsee er en sø i Schwaben i Bayern  i Tyskland. Den ligger i Landkreis Ostallgäu cirka 4 km syd for Füssen nær slottet Neuschwanstein og Schloss Hohenschwangau.
Søen har en kystlinje på lidt under fem kilometer og en dybde på op til 62 meter. Den er, som en af de reneste søer i Tyskland,  en populær turistdestination tæt ved  slottet og de vilde svaner, som holder til i søen. Man kan bade, leje både, og der er mange vandreruter i området. En sti går rundt om søen, mens Fürstenstrasse fører til Hohenschwangau over Schwarzenberg-ryggen og ned til Pinswang i Lechtal.
47°33′04″N 10°43′25″Ø / 47.55111°N 10.72361°Ø